# Giuseppe Blanc
Giuseppe Blanc (Bardonescha, Itàlia, 11 d'abril de 1886 - Santa Margherita Ligure, 8 de desembre de 1969) fou un compositor occità.
Estudià amb els compositors Bolzoni, a Torí, i Braunfels a Múnic. És autor de l'opereta Festa di fiori (Roma, 1913), música escènica per a Les fiançailles, de Maeterlinck, i Le Roi, de de Flers i Caillavet, Il convegno dei martiri, una Missa de Rèquiem i música de cambra.
Una de les seves cançons teatrals, que portava com a títol Congedo, es convertí, durant la Primera Guerra Mundial, en marxa dels destacaments alpins i passà, el 1920, a himne oficial del partit feixista. Al mateix li seguiren, entre d'altres del mateix autor, el dels joves Balilla i l'himne nacional de Somàlia.